# Symmetry (Saga)
Symmetry is een studioalbum van de Canadese rockband Saga.

## Inleiding
Saga was vanaf 2014 met Sagacity een band, die dan weer wel en dan weer niet bestond. Albums met nieuw materiaal werden niet (meer) uitgegeven; wel waren er onregelmatige concertreeksen. Tijdens de concerten in 2017 (Final Chapter-tournee) opende Saga hun concerten met een eigen voorprogramma onder hun originele bandnaam Pockets. De band speelde akoestische versies van sommige nummers, waarna de band onder Saga weer optrad als rockband. In 2019 (The full compass) en 2020 (Out of the shadows)  volgden rock- concertreizen, waarvan de laatste afgebroken moest worden. Die akoestische muziek smaakte (kennelijk) naar meer, want in de coronajaren nam de band in diverse geluidsstudio’s Symmetry op, waarbij op akoestische muziekinstrumenten wordt gespeeld. Het standaardinstrumentarium werd daarbij nog eens aangevuld met viool en cello. Afgaande op de creditslijst greep Saga voornamelijk terug op materiaal uit de beginperiode, toen Steve Negus hun drummer was en één nummer toen Peter Rochon nog toetsenist was. Het album werd gestoken in een hoes die teruggreep op genoemde 2017-tournee met een boom in een bibliotheek met in de hoek een oud logo van Saga in de vorm van een insect. De afbeelding werd tijdens de concerten weergegeven als decor.
Het album haalde de Waalse (1 week plaats 157), Duitse (2 weken, hoogste plaats 11) en Zwitserse albumlijsten (1 week op 20).
Na Symmetry werd het opnieuw stil rond Saga.

## Musici
- Mike Sadler – zang
- Jim Crichton – basgitaar
- Ian Crichton – gitaren, mandoline, banjo
- Jim Golmour – klarinet, accordeon, piano, zang
- Mike Thorne – percussie

Met
- Shane Cook – fiddle
- Stephany Seki, Beth Silver – cello
- Seren Sadler – gaststem

## Muziek
| Nr. | Titel                                                                                                  | Duur |
| --- | --- | ---- |
| 1.  | Pitchman (Ian Crichton, Jim Crichton, Jim Gilmour, Michael Sadler, Steve Negus)                        | 5:18 |
| 2.  | The perfect time to feel better (Ian Crichton, Jim Crichton, Jim Gilmour, Michael Sadler, Steve Negus) | 8:17 |
| 3.  | Images (Chapter 1) (Jim Crichton, Michael Sadler)                                                      | 4:56 |
| 4.  | Always there (Ian Crichton, Jim Crichton, Jim Gilmour, Michael Sadler)                                 | 4:08 |
| 5.  | Prelude no 1 (Ian Crichton)                                                                            | 0:49 |
| 6.  | Say goodbye to Hollywood (Ian Crichton, Jim Crichton, Jim Gilmour, Michael Sadler, Steve Negus)        | 5:04 |
| 7.  | Prelude no 2 (Ian Crichton)                                                                            | 0:51 |
| 8.  | The right side of the other hall (Ian Crichton, Jim Crichton, Jim Gilmour, Michael Sadler,)            | 5:48 |
| 9.  | La foret harmonieuse (Jim Gilmour)                                                                     | 2:00 |
| 10. | Wind him up (Ian Crichton, Jim Crichton, Jim Gilmour, Michael Sadler, Steve Negus)                     | 5:08 |
| 11. | No regrets (Chapter 5) (Jim Crichton, Michael Sadler)                                                  | 3:46 |
| 12. | Tired world (Chapter 6) (Ian Crichton, Jim Crichton, Jim Gilmour, Peter Rochon, Steve Negus)           | 6:24 |